# 조너선 그루버
조너선 홈스 그루버(영어: Jonathan Holmes Gruber, 1965년 9월 30일 ~ )는 미국의 경제학자이며, 매사추세츠 공과대학교 교수이다. 버락 오바마 미국 대통령 건강보험 개혁 자문을 맡은 바가 있다.
그루버 교수는 영국 《이코노미스트》에서 평가한 2015년 미국에서 가장 영향력 있는 경제학자 순위에서 1위에 선정되었다. 이는 학계에서의 위상보다 대중적 영향력이 더 크게 작용한 것으로 판단된다. 그루버 교수 밑으로는 2위의 윌리엄 더들리 뉴욕 연방준비위원회 총재, 3위의 폴 크루그먼 교수 등이 선정되었다.